# Hedwig Dohm

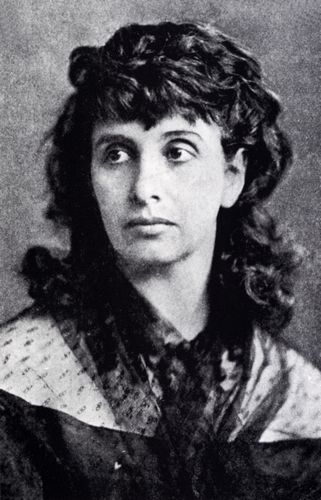
Hedwig Dohm (omstreeks 1870)

Hedwig Dohm, geboren als Marianne Adelaide Hedwig Jülich (20 september 1831, Berlijn - aldaar, 4 juni 1919), was een Duitse feministische schrijfster. Haar werken zijn van groot belang geweest voor de vrouwenrechten, waaronder het stemrecht voor vrouwen.

## Biografie
Dohm werd geboren als vierde en buitenechtelijk kind van de tabaksfabrikant G.A. Schlesinger en zijn vrouw W. H. Jülich. Pas na het huwelijk van haar ouders werd ze door haar vader erkend. In 1851 laat vader Schlesinger zijn naam en die van zijn 18 kinderen wijzigen naar Schleh, omdat Schlesinger een Joodse bijklank had. In de periode 1852-1853  leerde Hedwig Schleh haar man Ernst Dohm als leraar Spaans kennen en ze huwde hem. Dohm werkte als hoofdredacteur voor het satiretijdschrift Kladderadatsch. Via haar man ontmoette ze belangrijke figuren van de intellectuele cirkels in Berlijn. Hedwig en Ernst hadden samen vijf kinderen. 
De Duitse Revolutie van 1848 heeft Dohm zozeer beroerd, dat ze zich vanaf 1872 voor de gelijkberechtiging van vrouwen en mannen ging inzetten. Zo verschenen in de periode 1872 tot 1879 haar eerste vier theoretische feministische essays. Daarnaast schreef ze in en na deze tijd ook komedies, romans en novelles, waarin ze haar gedachtegang duidelijk maakte en die in Berlijn tot groot succes geworden zijn. 
Na de dood van haar man in 1883 nam ze een ietwat radicalere positie in en stichtte en zat meerdere radicale vrouwenbewegingen en -verenigingen voor en bij. Vanaf 1895 publiceerde ze haar ideeën als publiciste met maatschappij- en literatuurkritische artikels in verscheidene kranten en tijdschriften. Dit deed ze tot haar dood en publiceerde in deze tijd nagenoeg 100 artikels. 1904 boekte ze succes met haar inzet voor vrouwenrechten, ze werd namelijk tot erevoorzitster van het pas gestichte DVF (Deutscher Verein für Frauenstimmrecht, Duitse Vereniging voor Vrouwenstemrecht) gekozen.
Ze is echter niet door iedereen op handen gedragen: 1913 vierde de stad Berlijn twee jaar te laat Dohms tachtigste verjaardag. De onjuiste verjaardag nam ze weliswaar gemakkelijk op, de Eerste Wereldoorlog helemaal niet. Ze uitte zich als radicale pacifist, in tegendeel tot de meeste intellectuelen van deze tijd. Tot verdediging van haar positie schreef ze in 1917 Der Mißbrauch des Todes.
Op 87-jarige leeftijd stierf Dohm in Berlijn; ze is ook daar samen met haar man begraven. Na haar dood ontstond er in de jaren 70 van de twintigste eeuw weer een grotere interesse in haar werk. De reden daarvoor zijn de feministische boodschappen in haar werken. 

## Wetenswaardigheden
- Dohm zou de bedenker zijn van de term antifeminisme.
- Dohm is de grootmoeder van Katia Mann (geboren Pringsheim)

## Werken

### Maatschappelijke geschriften
- Was die Pastoren von den Frauen denken. 1872
- Der Jesuitismus im Hausstande. Ein Beitrag zur Frauenfrage. 1873
- Die wissenschaftliche Emancipation der Frauen. 1874
- Der Frauen Natur und Recht. Zur Frauenfrage. Zwei Abhandlungen über Eigenschaften und Stimmrecht der Frauen. 1876
- Die Antifeministen. Ein Buch der Verteidigung. 1902
- Die Mütter. Ein Beitrag zur Erziehungsfrage. 1903. Vertaald als: De moeders. Eene bijdrage tot de opvoedingskwestie. Zutphen: Thieme, 1903
- Der Mißbrauch des Todes. 1917

Voorts heeft Dohm bijna 100 artikels, recensies, maatschappelijke analyses en polemieken voor kranten en tijdschriften geschreven.

### Prozateksten
- „Werde, die du bist!“ Wie Frauen werden. 1894
- Sibilla Dalmar. 1896
- Schicksale einer Seele. 1899
- Christa Ruland. 1902

### Toneel
- Der Seelenretter. Komedie 1876
- Vom Stamm der Asra. Komedie 1876
- Ein Schuß ins Schwarze. Komedie 1878
- Die Ritter vom goldenen Kalb. Komedie 1879

### Edition Hedwig Dohm
Uitgevers zijn Nikola Müller & Isabel Rohner.
- Ausgewählte Texte. Ein Lesebuch zum Jubiläum des 175. Geburtstages mit Essays und Feuilletons, Novellen und Dialogen, Aphorismen und Briefen. 2006
- Sibilla Dalmar. Becommentarieerde heruitgave met actuele recensies. 2006
- Schicksale einer Seele. Becommentarieerde heruitgave met actuele recensies. 2007
- Christa Ruland. Becommentarieerde heruitgave met actuele recensies. 2008
- Briefe aus dem Krähwinkel, 100 brieven die voor de eerste maal zijn uitgegeven. 2009